# Waterfalls (Paul-McCartney-Lied)
Waterfalls (englisch für „Wasserfälle“) ist ein Lied des britischen Musikers Paul McCartney, das 1980 als Single-A-Seite und auf dem Musikalbum McCartney II veröffentlicht wurde. Komponiert wurde es von Paul McCartney.

## Hintergrund

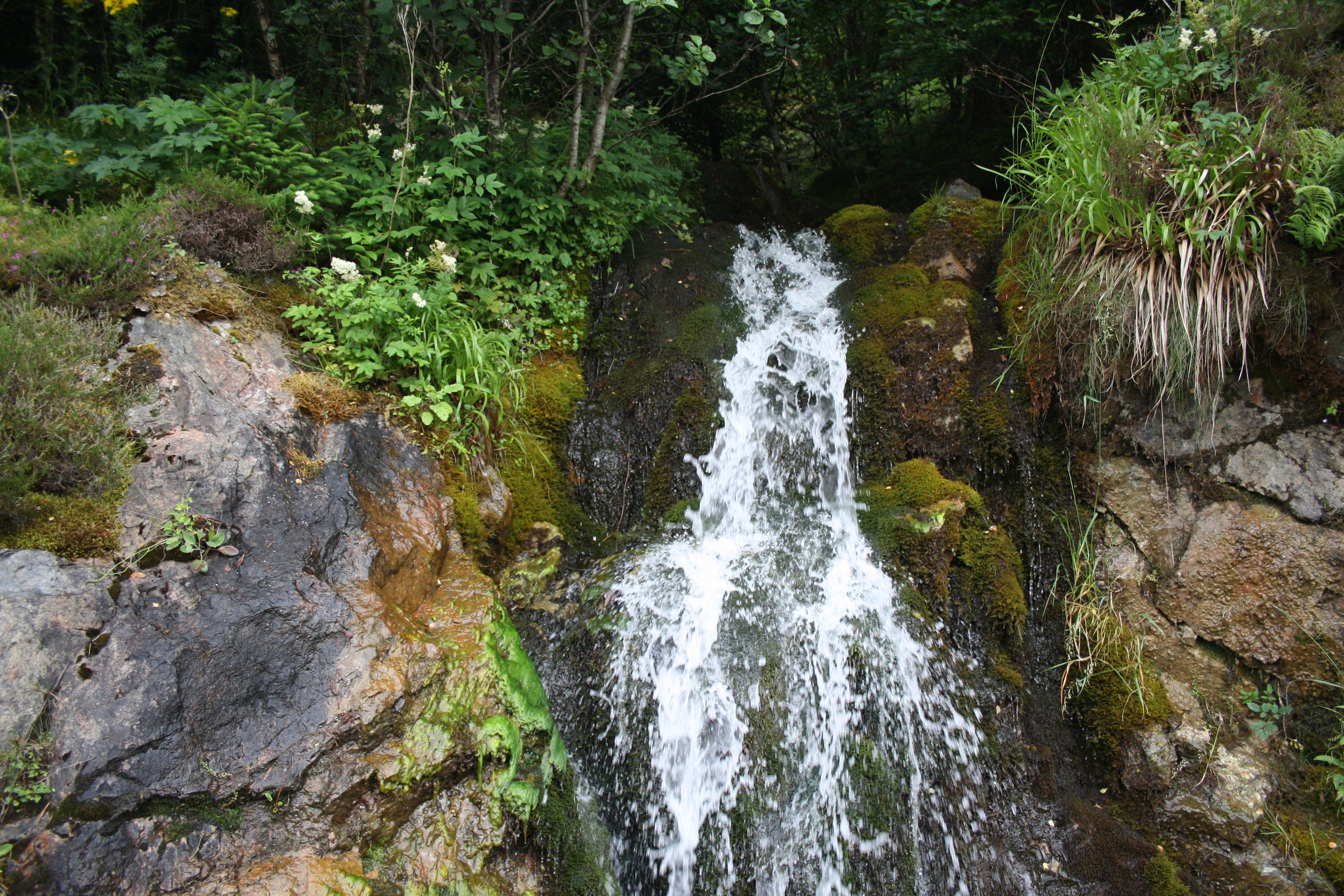
Wasserfall in Schottland

Waterfalls nahm Paul McCartney in seinen Heimstudios in Peasmarsh in der Romney Marsh (Lower Gate Farm, Sussex) und Spirit of Ranachan Studio in Campbel Town (Schottland) während des Sommers 1979 auf. McCartney spielte sämtliche Instrumente und war für die Produktion verantwortlich. Er kehrte damit zu einer Arbeitsweise zurück, die er bei der Aufnahme seines ersten Soloalbums McCartney praktiziert hatte. Die Sessions waren experimentell, lediglich Waterfalls war schon zu Wings-Zeiten, nachdem McCartney in den Vereinigten Staaten während eines Urlaubs mit seiner Familie die Idee dazu hatte, komponiert. Das Lied hatte den Arbeitstitel I Need Love, nach dem Beginn einiger Strophen. Paul McCartney sagte dazu: „Nach der Hälfte des Albums, als ich mir im Laufe des Albums alles ausgedacht hatte, wurde mir ein bisschen langweilig. Ich hatte bis dahin ungefähr acht Tracks fertiggestellt und dachte, ich würde etwas anderes machen. Also beschloss ich, einen Song zu machen, der bereits geschrieben war, ein Track, der vom letzten Wings-Album (Back to the Egg) übriggeblieben war, und das war damals mein Favorit.“
Waterfalls wurde zunächst mit Gesang und E-Piano aufgenommen, und ein Synthesizer-Streicherpart wurde anschließend überspielt. Das Lied hat ein einfaches Arrangement, das McCartney später für unterproduziert hielt. Er nannte Waterfalls zusammen mit Every Night vom McCartney-Album als einen der Songs, die er neu machen würde, wenn er einen aus seiner Vergangenheit wieder aufgreifen würde.
McCartney schrieb in seinem 2021er Buch The Lyrics: 1956 to the Present zum Text des Liedes: „‚Steig zu niemandem ins Auto. Sprich nicht mit Fremden.‘ Der Song entstand zu einer Zeit, in der Linda und ich unseren Kindern ständig solche Ratschläge gaben, so wie Eltern das nun mal machen. […]. Wie so viele meiner Songs driftet aber auch dieser ab und wird eher zum Liebeslied.“
Paul McCartney bezeichnete Waterfalls als eines seiner damaligen Lieblingslieder. Das Cover der Single enthält ein Gemälde eines Wasserfalls von Christian Broutin, auf dem Rückcover befindet sich ein Foto von McCartney, das von seiner Frau Linda aufgenommen wurde.
Waterfalls ist die zweite Singleauskopplung aus dem Album McCartney II und erreichte Platz 9 in Großbritannien, es war die 16. Top-Ten-Single für McCartney in Großbritannien. In Deutschland erreicht die Single Platz 55 und in den USA konnte sie sich nicht in den Billboard-Top 100 platzieren. Es wurde McCartneys erste US-amerikanische Single, die bisher nicht in die US-Charts kam.
Waterfalls war auch der Name eines Cottages mit zwei Schlafzimmern, das die McCartneys im Juni 1974 für 40.000 Pfund gekauft hatten, das Anwesen ist in der Nähe von Rye in Sussex.

## Musikvideo
Für das Lied wurde ein aufwendiges Musikvideo unter der Regie von Keith McMillan produziert. Das Video wurde im Juni 1980 gedreht und zeigt Olaf, einen Eisbären aus dem Chipperfields Circus. Die Dreharbeiten fanden in einem Flugzeughangar statt und verwendeten mehr als eine Tonne Styropor, um den Anschein von Schnee zu erwecken. Der Soundtrack zum Video enthält eine längere E-Piano-Einleitung, wurde aber um eine Instrumentalpassage und zwei Refrains gekürzt.

## Aufnahme
Waterfalls wurde von Paul McCartney im Juni und Juli 1979 in seinen Heimstudios Lower Gate Farm, Peasmarsh, East Sussex und Spirit Of Ranachan Studio, Campbeltown in Schottland, mit ihm als Produzent aufgenommen. McCartney war ebenfalls Toningenieur der Aufnahmen. Die Abmischung mit dem Toningenieur Eddie Klein erfolgte im September 1979 in den Londoner Abbey Road Studios.
Besetzung:
- Paul McCartney: Gesang, Akustikgitarre, Elektrisches Klavier, Synthesizer

## Coverversionen
Es gibt über 10 Coverversionen von Waterfalls.

## Veröffentlichung
- Am 16. Mai 1980 wurde das Album McCartney II veröffentlicht, das Waterfalls enthält.
- Die Single Waterfalls / Check My Machine[6] erschien am 13. Juni 1980 (USA: 22. Juli 1980). Die B-Seite war ein bis dato unveröffentlichtes Lied von den McCartney II-Aufnahmesessions. Die Promotion-7″-Vinyl-Single in den USA enthält auf der A-Seite eine gekürzte Version (3:22).[7] In Brasilien wurde die Single im 12″-Format veröffentlicht.[8]
- Im Juni 2011 wurde McCartney II, zum zweiten Mal remastert, von dem Musiklabel Hear Music / Concord Music Group als Teil der Paul McCartney Archive Collection veröffentlicht. Die Deluxe Edition beinhaltet darüber hinaus noch die gekürzte DJ-Version von Waterfalls sowie den Musikvideo[9]
- Waterfalls erschien am 7. Mai 2001 auf dem Kompilationsalbum Wingspan: Hits and History (gekürzte Promotionversion) und am 10. Juni 2016 auf Pure McCartney (4CD).
- Am 2. Dezember 2022 wurde die Singlebox The 7″ Singles Box veröffentlicht, die auch Waterfalls enthält.